# Yambuku
Yambuku est une petite localité du nord du territoire de Bumba, en république démocratique du Congo. Elle est située à environ 7 kilomètres de Yandongi. Mission catholique dédiée à Sainte Walburge, grand catéchuménat. École primaire, école ménagère, hôpital de référence.

## Évènements
- Août 1976 : le virus Ebola est identifié par Peter Piot à l'hôpital de Yambuku[2].